# Inocência
Inocência is een gemeente in de Braziliaanse deelstaat Mato Grosso do Sul. De gemeente telt 7.501 inwoners (schatting 2009).
De gemeente grenst aan Paranaíba, Cassilândia, Água Clara, Três Lagoas, Selvíria en Camapuã.